# 西鉄大川線
大川線（おおかわせん）は、かつて福岡県三潴郡筑邦町（営業当時は大善寺町、現在の久留米市の一部）の大善寺駅から福岡県大川市（営業当時は大川町）の西鉄大川駅までの間を結んでいた西日本鉄道（西鉄）の鉄道路線である。大川線のほか、もともと大川線と同一路線であったのが分断されたことにより派生した上久留米線（かみくるめせん）についても本記事で扱う。

## 路線データ
（すべて当該区間の休止直前のもの）
- 路線距離（営業キロ）：大川線13.6km、上久留米線2.4km
- 軌間：1067mm
- 駅数：大川線10駅、上久留米線3駅（いずれも起終点駅含む）
- 複線区間：なし（全線単線）
- 電化区間：なし（全線非電化）

## 歴史

### 開業
大川軽便鉄道の手により、久留米市と城島町（現在の久留米市の一部）、大川市を結ぶ軽便鉄道として建設された。1912年（大正元年）12月30日に縄手（後の上久留米）-若津間が開通し、翌年1月大川鉄道と改称。1919年（大正8年）には経営不振の三潴軌道から下若津 - 柳河間を譲受され、1920年（大正9年）には若津 - 榎津（後の西鉄大川）間が開通した。
三瀦中学校（現・福岡県立三潴高等学校）に通学する生徒をはじめとする旅客のほか、城島町で生産される酒や瓦、大川市で生産される家具や畳表などの貨物輸送が目的であった。久留米市内の起点は国鉄久留米駅に近い場所にある上久留米駅であった。

### 合併
1923年（大正12年）には安武村から荒木村までの1.8kmの鉄道敷設、1927年（昭和2年）12月15日 三潴村から柳河村までの12.3kmの鉄道敷設を企図し、免許を交付されたが、延伸は進まず最終的に頓挫した。
その頃、福岡から久留米まで開通していた九州鉄道では、さらに大牟田・熊本への延伸を計画していたが、出願は却下されてしまった。そこで大川-大牟田間の免許を取得していた大川鉄道を支配下におさめる方針に決定し、1927年（昭和2年）には必要な株式を取得、大川鉄道は九州鉄道の傘下となった。しかし、九州鉄道は1932年（昭和7年）12月28日久留米-津福間を開通させたものの、経営不振にくわえて1933年（昭和8年）に役員が商法違反と背任の疑いで逮捕されるという「九鉄事件」の影響で大牟田延伸はしばらく凍結、下若津-柳河間の軌道線は廃止されてしまう。ようやく1936年（昭和11年）3月の株主総会において、経営立て直しのためには大牟田延伸が不可欠という意見により大牟田延伸と大川鉄道買収が決議され、1937年（昭和12年）6月に大川鉄道は買収された。なお、大川鉄道は1925年より乗合自動車業を始めており、合併時点で43.8kmの路線を運行していたが、これらも九州鉄道に移管された。1937年10月1日、大善寺-柳河間が開通し併せて旧大川鉄道の津福-大善寺間の軌間も1,435mmへ改軌され電車が走るようになり、福岡-柳河間が直通するようになった。これにあわせ九州鉄道20形電車が投入された。
残された上久留米 - 津福間と大善寺 - 榎津（のち西鉄大川に改称）間は前者が上久留米線、後者が榎津線（1949年より大川線）となった。

### 廃線
西日本鉄道の路線となった後、大川線は沿線に日華ゴムや日本ゴム、日清製粉などの大工場があり工員輸送の必要があった。しかし上久留米線は戦時中からバス転換を検討していた程の輸送量で、1948年（昭和23年）に休止、1951年（昭和26年）に廃止された。
大川線も1950年（昭和25年）時点で年間2,000万円の赤字を出しており、建設省が進めていた筑後川の河川改修工事において線路が障害になるため1951年に撤去されることになったが、地元の猛反対に遭い、廃止ではなく将来の復活を前提とした休止扱いとした。しかし実際には復活することなく1966年（昭和41年）に正式に廃止された。
廃線後も津福駅と安武駅、大善寺駅が西鉄天神大牟田線の駅として存続するほか、御塚（15・48番系統）と塚崎-西鉄大川（15番系統）は西鉄バスのバス停として残る。

### 年表

#### 大川軌道→大川軽便鉄道→大川鉄道
- 1907年（明治40年）9月11日 大川町から鳥飼村までの18.5kmの軌道路線（動力 馬力 軌間914mm）の特許が大川軌道に下付[13]。
- 1909年（明治42年）9月20日 大川軌道設立[14][15]。
- 1911年（明治44年）8月17日 軽便鉄道法に基づく軽便鉄道となり[16]、社名を大川軽便鉄道に改称。
- 1912年（大正元年）12月30日 縄手（後の上久留米） - 若津間が開通（動力 蒸気 軌間1,067mm）[2]。
- 1913年（大正2年）
  - 1月11日 大川鉄道に改称[17]。
  - 5月13日 大川 - 大牟田間の鉄道路線の免許が下付[18]。
  - 5月26日 御塚駅、江島駅、三又駅開業[19]。
  - 12月10日 草場駅開業[20]。
- 1915年（大正4年）4月1日 上城島駅開業[21]。
- 1916年（大正5年）8月18日 鉄道免許状下付（三潴郡大善寺村-同郡荒木村間）[22]。
- 1917年（大正6年）
  - 1月1日 縄手駅を上久留米駅に、出町駅を下久留米駅に改称[23]。
  - 11月8日 鉄道免許失効（三潴郡大善寺村-同郡荒木村間 指定ノ期限ニ認可施行申請ヲ為ササルタメ）[24]。
- 1919年（大正8年）
  - 2月2日 下若津 - 柳河間（914mm軌間）の軌道線を三潴軌道から譲受[3]。
- 1920年（大正9年）12月26日 若津 - 榎津（後の西鉄大川）間が開通。
- 1921年（大正10年）11月1日 津福駅開業[25]。
- 1923年（大正12年）6月16日 安武村から荒木村までの1.8kmの鉄道路線の免許が下付[4]。
- 1927年（昭和2年）12月15日 三潴村から柳河村までの12.3kmの鉄道路線の免許が下付（動力電気）[5]。
- 1928年（昭和3年）7月2日 安武村 - 荒木村間の免許失効（起業廃止）[26]。
- 1929年（昭和4年）5月11日 大川町 - 柳河村間の免許失効（指定ノ期限マテニ工事竣工セサルタメ）[27]。
- 1933年（昭和8年）2月15日 下若津 - 柳河間の軌道線廃止[9]。
- 1934年（昭和9年）9月1日 城島新町駅開業。
- 1937年（昭和12年）
  - 御塚駅廃止。
  - 6月22日 大川鉄道が九州鉄道に吸収合併され解散。

#### 九州鉄道→西日本鉄道
- 1937年（昭和12年）10月1日 大牟田線大善寺 - 柳河（現在の西鉄柳川）間開業と同時に津福 - 大善寺間を1067mm軌間から1435mm軌間に改軌し、大牟田線に編入。上久留米 - 津福間は上久留米線、大善寺 - 榎津間は榎津線（1949年より大川線）となる。
- 1942年（昭和17年）
  - 9月19日 九州電気軌道が九州鉄道などを合併
  - 9月22日 九州電気軌道が西日本鉄道に社名変更
- 1946年（昭和21年）以前 早津崎駅、上城島駅、城島新町駅廃止
- 1948年（昭和23年）7月5日 上久留米線休止[28]
- 1951年（昭和26年）
  - 9月25日 大川線休止
  - 12月25日 上久留米線廃止[28]
- 1966年（昭和41年）5月6日 大川線廃止

## 駅一覧
（すべて当該区間の休止直前のもの）
大川線
大善寺 - 塚崎 - 草場 - 城島 - 江島 - 青木島 - 鐘ヶ江 - 三又 - 若津 - 西鉄大川
上久留米線
上久留米 - 下久留米 - 津福
大牟田線編入区間
津福 - 安武 - 御塚（現存せず） - 大善寺

## 接続路線
（名称は休止直前のもの）
- 大善寺駅・津福駅：西鉄大牟田線

## ダイヤ・運行状況

### 上久留米線
- 1941年4月1日時点での上久留米-津福間の所要時間は6分で、上久留米線唯一の中間駅である下久留米駅では列車交換は不可能で、全線1閉塞であった。津福-大善寺間を挟み、上久留米線と大川線の列車が必ず接続するダイヤ構成であった[29]。

### 大川線
- 1951年時点では1日16往復が運行されていた[30]。

## 輸送・収支実績
| 年度 | 輸送人員（人） | 貨物量（トン） | 営業収入（円） | 営業費（円） | 営業益金（円） | その他益金（円）      | その他損金（円）           | 支払利子（円） |
| ---- | -------------- | -------------- | -------------- | ------------ | -------------- | --------------------- | -------------------------- | -------------- |
| 1912 | 29,171         | 24             | 4,548          | 3,936        | 612            |                       | 設立費償却金3,438          | 350            |
| 1913 | 308,626        | 4,429          | 40,800         | 26,159       | 14,641         |                       |                            | 10,989         |
| 1914 | 364,391        | 7,820          | 50,071         | 30,017       | 20,054         |                       |                            | 17,887         |
| 1915 | 296,978        | 11,448         | 43,141         | 25,306       | 17,835         |                       | 雑損452                    | 32,513         |
| 1916 | 301,709        | 17,015         | 60,642         | 26,043       | 34,599         |                       |                            | 18,220         |
| 1917 | 344,744        | 17,619         | 55,605         | 35,280       | 20,325         |                       |                            | 14,620         |
| 1918 | 416,879        | 26,291         | 71,926         | 50,696       | 21,230         |                       |                            | 13,192         |
| 1919 | 482,233        | 23,857         | 106,235        | 86,240       | 19,995         | 軌道部益金254         |                            | 11,963         |
| 1920 | 456,662        | 22,019         | 140,031        | 113,709      | 26,322         | 軌道部益金1,284       | 償却金1,570                | 12,509         |
| 1921 | 480,215        | 22,216         | 154,093        | 111,138      | 42,955         |                       |                            |                |
| 1922 | 506,203        | 25,100         | 159,771        | 112,971      | 46,800         |                       |                            |                |
| 1923 | 498,585        | 24,099         | 155,960        | 104,240      | 51,720         | 軌道部17,330          | 軌道部18,278               | 31,544         |
| 1924 | 450,593        | 25,337         | 137,592        | 108,019      | 29,573         | 軌道部61              |                            | 28,515         |
| 1925 | 391,901        | 23,372         | 119,640        | 96,957       | 22,683         |                       | 軌道及自動車業694償却金523 | 17,468         |
| 1926 | 391,114        | 23,856         | 114,624        | 97,630       | 16,994         | 軌道業及自動車業1,876 | 償却金1,200                | 22,902         |
| 1927 | 361,734        | 21,234         | 111,225        | 78,784       | 32,441         | 軌道自動車439         | 雑損1,962                  | 28,871         |
| 1928 | 368,635        | 17,540         | 105,066        | 74,553       | 30,513         | 軌道自動車1,757       | 雑損1,056                  | 32,005         |
| 1929 | 315,616        | 11,989         | 119,660        | 108,462      | 11,198         |                       | 雑損4,528                  | 22,506         |
| 1930 | 262,646        | 12,370         | 73,027         | 73,874       | ▲ 847          | 軌道自動車11,147      |                            | 20,163         |
| 1931 | 258,229        | 11,987         | 71,332         | 84,843       | ▲ 13,511       | 軌道自動車16,920      |                            | 14,576         |
| 1932 | 242,056        | 8,916          | 60,153         | 60,996       | ▲ 843          | 軌道自動車12,536      | 償却金974                  | 12,622         |
| 1933 | 502,032        | 8,047          | 99,753         | 59,702       | 40,051         | 自動車業1,074         | 雑損124,513                | 31,412         |
| 1934 | 601,233        | 9,234          | 110,608        | 71,793       | 38,815         |                       | 自動車業25,864             | 41,885         |
| 1935 | 669,001        | 6,891          | 108,650        | 70,789       | 37,861         |                       | 自動車業17,239償却金7,454  | 29,509         |
| 1936 | 582,862        | 3,866          | 85,935         | 62,553       | 23,382         |                       | 自動車業3,288償却金1,000   | 19,430         |
| 1937 | 390,500        | 2,685          | 54,051         | 32,259       | 21,792         |                       | 自動車業3,956              | 32,061         |

- 鉄道院年報、鉄道院鉄道統計資料、鉄道省鉄道統計資料、鉄道統計資料、鉄道統計各年度版
- 軌道線（旧三潴軌道）は含まず

## 車両
営業開始当初から蒸気機関車、客車（木造2軸）、貨車を保有したほか、昭和初期には気動車（ガソリンカー）も保有していた。しかし気動車は燃料統制の影響により廃車または転出し、休止の時点では蒸気機関車が木造2軸客車を牽引する運行形態に戻っていた。エアブレーキはなく手動ブレーキのみであった。

### 蒸気機関車
4・5
1911年ドイツ・コッペル製。3,800円で購入、運転整備重量は7.8t、弁装置ワルシャート式、軸配置はB,動輪直径800mmである。
6
1912年コッペル製。運転整備重量は10.5t、弁装置ワルシャート式、軸配置C,動輪直径800mm
7
大日本軌道（雨宮製作所）製。元佐世保海軍工廠2440．運転整備重量は10t、弁装置ワルシャート式、軸配置B,動輪直径780mm。
8
9
1904年マッファイ製。元佐世保海軍工廠2439．

### 気動車
キハ101-104
ガソリンカー、1934年日本車輌製、1944年糟屋線（現・香椎線）より転入、のち電車化され200形に編入
キハ201・202
蒸気動車、1913年汽車製造製、糟屋線より転入

### 保存車両
久留米市三潴町の三潴小学校前にある大川線廃線跡を利用した遊歩道上に、4号蒸気機関車が保存されている。番号は「5」になっている。廃線後、北九州市の到津遊園（現・到津の森公園）で屋外展示されていたが、1995年（平成7年）に三潴町へ寄贈された。2014年（平成26年）に久留米市の有形文化財（美術工芸品）に指定された。

## 廃線跡

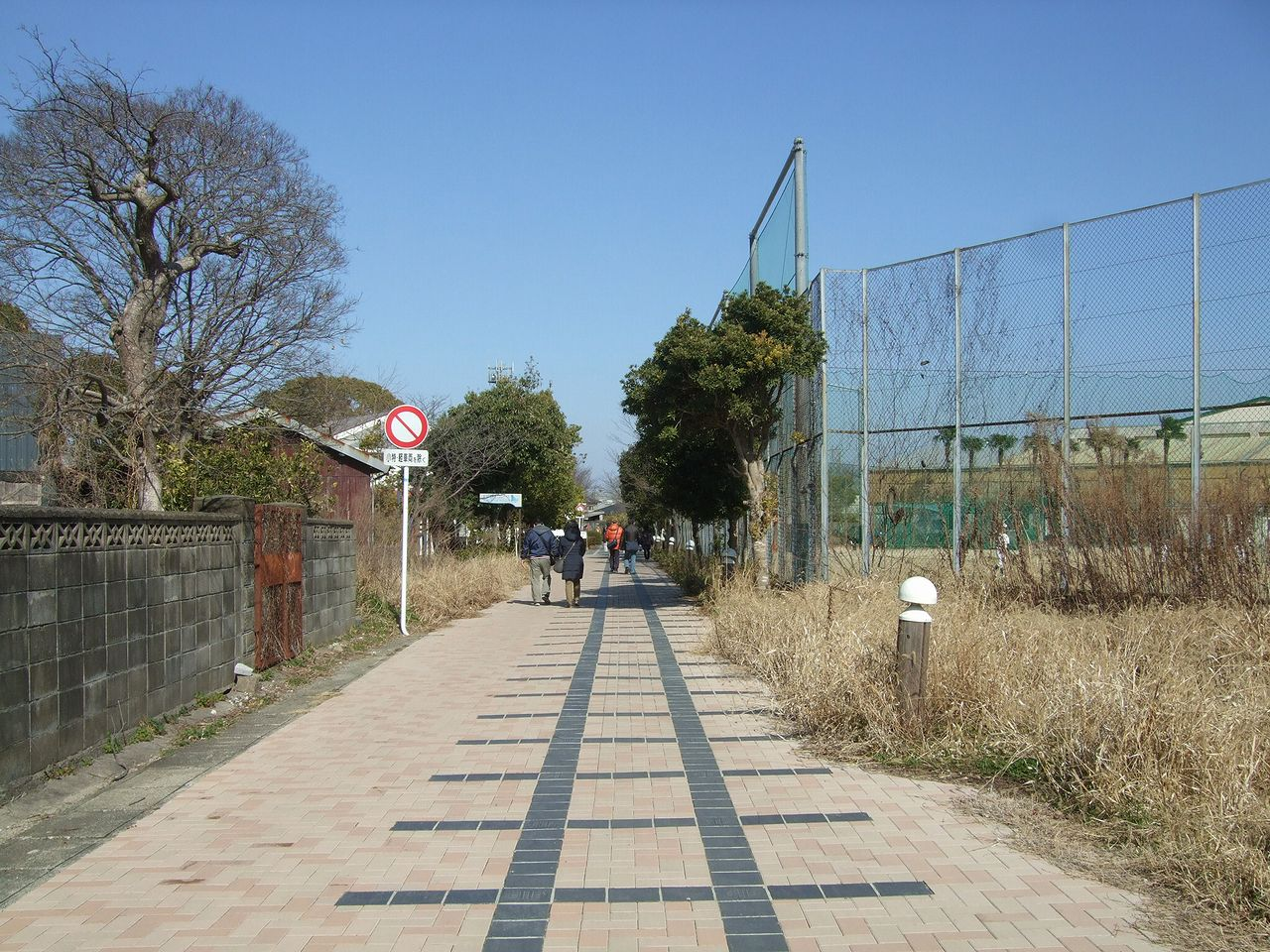
城島地区の遊歩道。右に見えるのは三潴高等学校

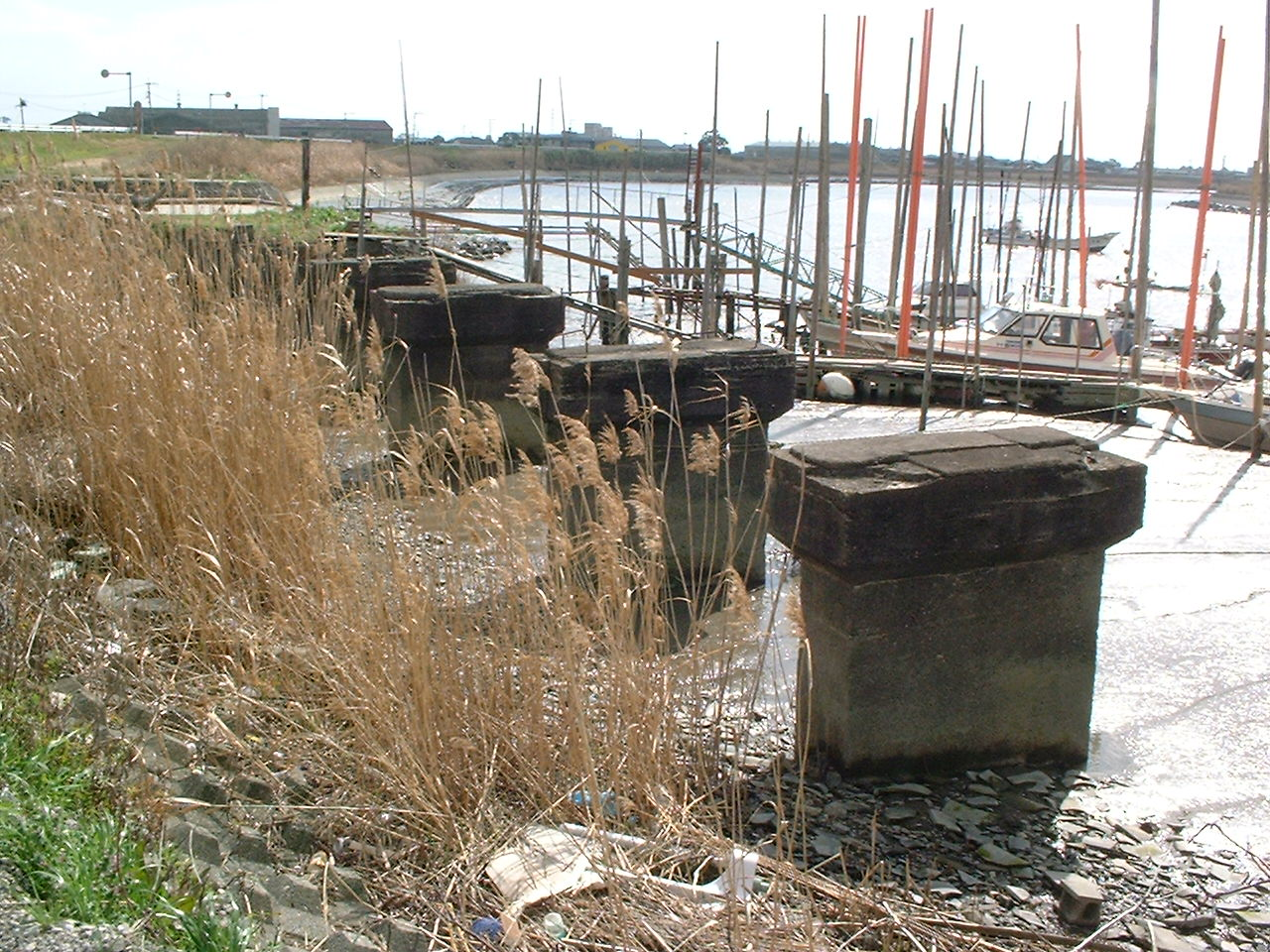
新橋付近に残る橋脚

下久留米駅の跡地にはJAの施設が建っているほか、路線の跡が鳥飼小学校から鳥飼小学校・コミュニティーセンター前交差点の道路となっている。
旧三潴町内の早津崎駅跡付近にある早津崎交差点から旧城島町中心部の城島新町駅跡付近までの区間は遊歩道として整備されており、「ポッポ汽車のプロムナード」という愛称で敷石が線路のような模様に敷かれている。城島新町駅跡から西側の路線跡は、ほとんど道路の一部となっているが、福岡県道47号久留米城島大川線の新橋水門（大川市向島）付近に当時の橋脚が4本残っている。